# Penthouse
Penthouse è una rivista erotica fondata da Bob Guccione nel 1965. Assieme a Playboy e Hustler, si contende lo scettro di rivista maschile più famosa nel mondo.

## Storia

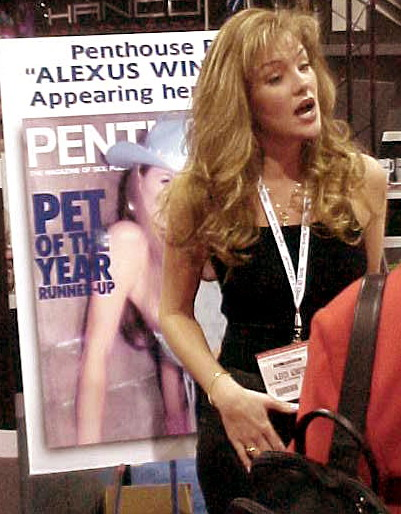
Alexus Winston, eletta Penthouse Pet of the Month nel novembre 1997

Venne fondata nel Regno Unito nel 1965 dall'editore statunitense Bob Guccione, che scelse il nome del tipo di abitazione di lusso (in inglese penthouse significa attico) poiché evocativa di un alto livello sociale. Questo intento era sottolineato dallo slogan stesso della rivista: "Life on top". Inizialmente si trattava di una rivista nella quale, accanto ad articoli sulla vita di città, venivano proposte immagini di ragazze senza vestiti, ma sempre molto soft.
Finanziata dall'editore italo-americano Bob Guccione, nel 1969 la rivista arrivò negli Stati Uniti iniziando a fare concorrenza al più noto Playboy. La rivalità fra le due riviste portò entrambe a pubblicare immagini sempre più esplicite per aumentare le rispettive quote di mercato e fu definita da Hugh Hefner con il nome scherzoso di "guerre pubiche". La figura della Penthouse Pet corrisponde a quella della Playmate. Negli anni novanta avvenne però una svolta radicale nei contenuti che divennero più spinti ed espliciti. Nel 2013 la società che gestisce la rivista ha dichiarato fallimento per il motivo che molte persone preferiscono il porno e riviste hard piuttosto che l'erotico soft.